# Volo American Airlines 587
Il volo American Airlines 587 era un volo della compagnia aerea American Airlines, che il 12 novembre 2001 si schiantò nel Queens, un borough di New York, poco dopo il decollo dall'Aeroporto internazionale John F. Kennedy. Fu il secondo incidente in ordine di gravità negli Stati Uniti, dopo il volo American Airlines 191. L'incidente avvenne due mesi e un giorno dopo gli attentati dell'11 settembre 2001 e l'opinione pubblica fu inizialmente spaventata dall'ipotesi di un altro attacco terroristico, che però fu esclusa quasi immediatamente dagli investigatori che indagarono sulle cause dell'incidente.

## Dettagli
Il volo American Airlines 587 era un regolare collegamento di linea tra l'aeroporto John F. Kennedy di New York e l'aeroporto Las Américas di Santo Domingo; l'American Airlines operava su tale tratta 51 voli a settimana, che erano molto utilizzati ed apprezzati dai membri della comunità dominicana di New York (all'epoca circa 600 000 persone). Il cantante Kinito Mendez aveva perfino dedicato al volo 587 un brano intitolato El vuelo quinientos ochenta y siete. Il collegamento è stato cancellato il 1º aprile 2013.

### Aeromobile
Il velivolo coinvolto era il N14053, un Airbus A300B4-605R con due motori General Electric CF6-80C2A5 e 251 posti a sedere. Consegnato nuovo all'American Airlines nel luglio 1988, si trattava del settimo dei 35 esemplari totali di A300-600R adoperati dalla compagnia. Con 37.550 ore di volo e 14.934 cicli in tredici anni, al momento dell'incidente era a tutti gli effetti uno degli aerei più vecchi e affidabili della flotta operativa. Il giorno dell'incidente l'aereo viaggiava a pieno carico; la cabina era configurata con due classi, la Business, con 16 posti, e la Economy, con 235 posti.

### Equipaggio
Quella mattina, in cabina di pilotaggio vi erano il capitano Edward States, 42 anni, assunto nel luglio 1985 e con 8.050 ore di volo, 1.723 delle quali come comandante di Airbus A300, ed il primo ufficiale Sten Molin, 34 anni, che era stato assunto nel marzo 1991 e aveva accumulato 4.403 ore di volo, 1.835 delle quali come copilota di Airbus A300.
I due arrivarono al gate alle 7 EST ed iniziarono l'ispezione esterna pre-volo alle 7:10 EST, mentre l'aereo veniva rifornito di carburante. Tali operazioni finirono senza anomalie alle 7:45 EST e poco dopo i 7 assistenti di bordo iniziarono a imbarcare i 251 passeggeri; tutti vennero ispezionati due volte prima di salire perché, essendo passati solamente due mesi dagli attacchi dell'11 settembre 2001, le misure di sicurezza negli aeroporti erano state notevolmente aumentate.

## Dinamica dell'incidente

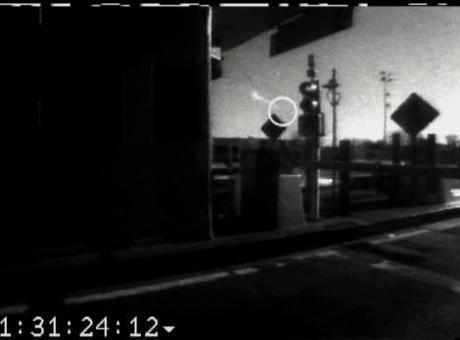
Volo 587, cerchiato in bianco, in movimento verso il basso con una striscia bianca dietro l'aereo alle 9:16:06, da un video di una telecamera al casello sul Marine Parkway – Gil Hodges Memorial Bridge

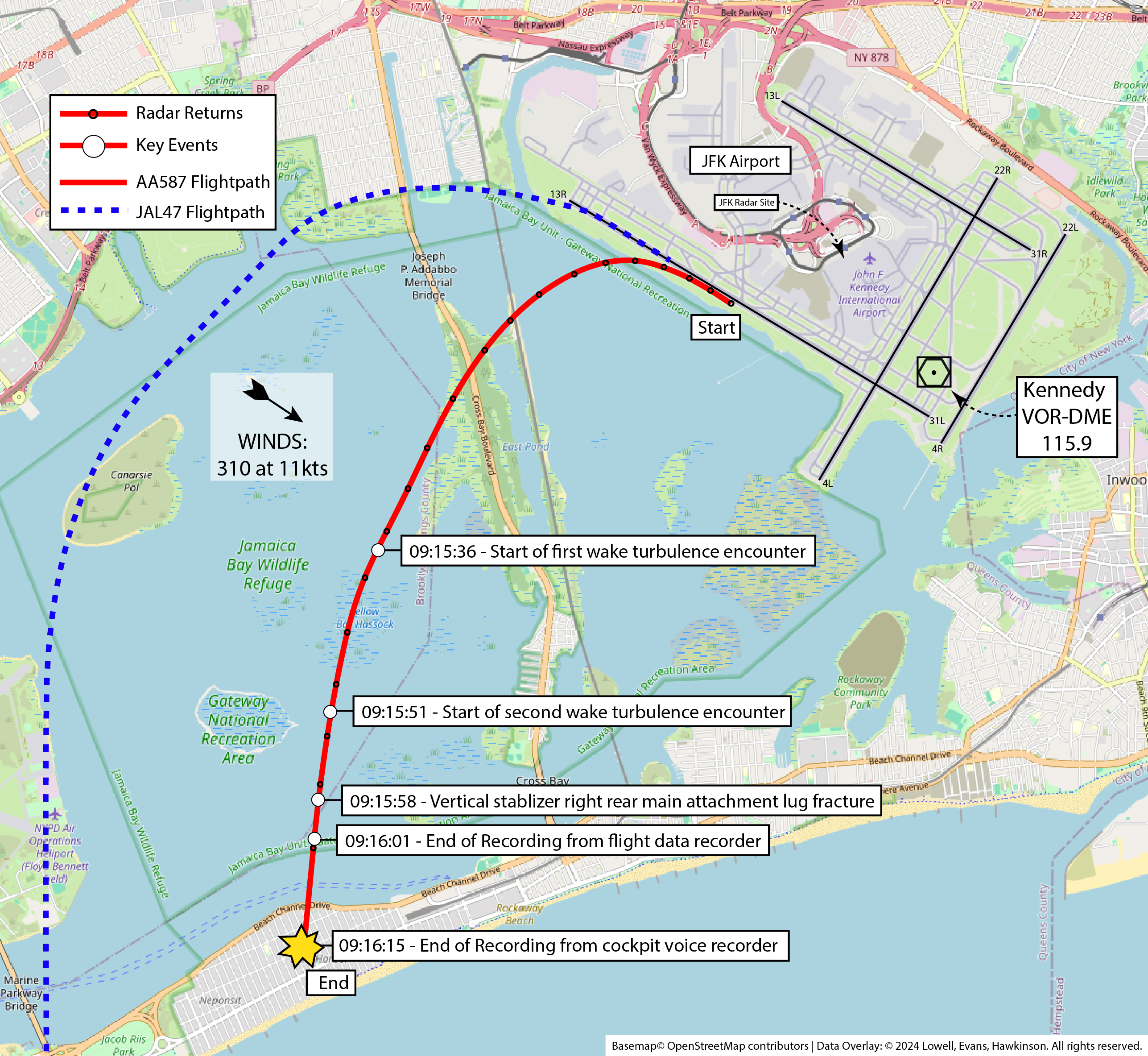
percorso di decollo di JL47 (trattini blu) e AA587 (linea rossa).

Alle 9:01:33 EST il controllo partenze autorizzò l'A300 a rullare verso la pista 31L e ad attendere:
| [09.01.33] GND:[2] «American five eighty seven heavy, Kennedy Ground, runway three one left for departure. Taxi left on Bravo, hold short at Juliett.» [American cinque ottantasette pesante, Kennedy terra, pista tre uno sinistra per la partenza. Rullate a sinistra su Bravo e attendete in prossimità di Juliett.] [09.01.44] Comandante: «Left Bravo, hold short Juliett, American five eighty seven heavy» [Sinistra su Bravo, attendete in prossimità di Juliett, American cinque ottantasette pesante.] |
Subito dopo la prova del timone, l'A300 iniziò il rullaggio. Alle 9:06:53, lo stesso controllore venne contattato dal volo Japan Airlines 47, un Boeing 747-400 in partenza per Tokyo-Narita, e gli diede le istruzioni di rullaggio, dicendogli di raggiungere lo stesso punto dove stava attendendo il volo American Airlines 587:
(Controllore di terra)
Poiché il 747 giapponese aveva un percorso più breve, il controllore di terra disse all'Airbus americano di accodarsi al volo 47 e seguirlo.
(Controllore di terra)
Verso le 9:09 EST entrambi gli aerei erano in posizione e sintonizzati sulla frequenza della torre. Alle 9:11:08 la torre autorizzò il decollo al 747 Japan Airlines, il quale decollò alle 9:13:05 EST e seguì la procedura Bridge Climb, virando a sinistra per sorvolare la Jamaica Bay e la penisola Rockaway, tuttora in uso per gli aerei in partenza dalle piste 31L/R dell'aeroporto Kennedy, per non interferire con il traffico del vicino aeroporto LaGuardia. A questo punto il controllo partenze raccomandò al volo 587 cautela, in quanto la partenza del 747 giapponese avrebbe potuto causare turbolenze:
(Controllore di volo)
Alle 9:13:21 la torre autorizzò il decollo al volo 587:
| [09.13.21] TWR:[2] «American five eighty seven heavy, wind three zero zero at niner, runway three one left cleared for takeoff.» [American cinque ottantasette pesante, vento tre zero zero (300°) a nove (nodi), pista tre uno sinistra decollo autorizzato.] [09.13.27] AA587: «Cleared three one left, American five eighty seven heavy.» [(Decollo) autorizzato tre uno sinistra, American 587 pesante.] |
Essendo il primo ufficiale Molin a manovrare l'aereo, chiese se la distanza di separazione dal 747 andasse bene; il comandante rispose, che al momento del loro decollo, tale distanza sarebbe stata di cinque miglia nautiche, sufficienti come da norma. Alle 9:13:51 l'Airbus americano si staccò da terra, un minuto e quaranta secondi dopo il 747 nipponico. Il comandante annunciò "clean machine" (carrelli, flap e slat retratti) e disse di trovarsi a 1 300 piedi, quindi l'ATC gli richiese di salire a 13 000 piedi (4 000 m), mantenerli e seguire la Bridge Climb per raggiungere il punto d'intersezione WAVEY.
(Controllo partenze)
Alle 9:15:36 l'aereo incontrò, come previsto, una turbolenza originata dal volo 47; il primo ufficiale Molin azionò in maniera aggressiva la cloche per sette volte, uscendo apparentemente dal pericolo.
| [09.15.38] (suono di cigolio e tremori)[2] [09.15.44] Comandante: «Little wake turbulence, huh?» [Una lieve turbolenza, eh?] [09.15.47] Co-pilota: «...yeah.» [...già.] |
Alle 9:15:52 l'aereo incappò in una seconda turbolenza: il copilota azionò la cloche e i pedali del timone almeno cinque volte e spingendo alla velocità massima consentita sotto i 10 000 piedi (3 048 m), 250 nodi (463 km/h).
| [09.15.52][2] (rumore di tonfi) [09.15.44] Co-pilota: «Max power.» [Massima potenza.] (pronunciata con voce tesa) [09.15.55] Comandante: «You all right?» [Stai bene?] Co-pilota: «Yeah, I'm fine.» '[Sì, sto bene.] [09.15.56] Comandante: «Hang onto it, hang onto it.» [Resisti, resisti.] |
In tutto ciò, l'aereo veniva scosso violentemente dai comandi aggressivi del primo ufficiale, teso e convinto di essere finito in una turbolenza forte. La forza dell'aria che fluiva contro il timone stressò lo stabilizzatore verticale, che finì per staccarsi alle 9:15:57 e cadde nella Jamaica Bay a circa 1 miglio (1,6 km) a nord del sito dell'impatto finale, provocando la perdita di controllo dell'aereo.
| [09.15.52][2] (rumore di tonfi) [09.15.57] Co-pilota: «Let's go for power, please.» [Potenza, per favore.] (suono di un forte tonfo e botto) [09:16:00] (suono di un grugnito e aumento dei ruggiti) Co-pilota: «Holy ----» [Parolaccia] |
A questo punto, il velivolo precipitò roteando su se stesso a 251 nodi (464,85 km/h), finendo quindi vittima del flutter. I propulsori si staccarono e l'aereo si schiantò alle 9:16:14 EST sulla zona residenziale di Belle Harbor nel Queens, tra Newport Avenue e Beach 131st Street.
| [09:16:04][2] (suoni di allarmi simili a quelli del pericolo di stallo) [09:16:06] (i rumori diminuiscono e finiscono) [09:16:07] Co-pilota: «What the hell are we into? We're stuck in it.» [Che diavolo? Siamo bloccati.] [09:16:12] Comandante: «Get out of it, get out of it.» [Togliti, togliti.] [09:16:14] Fine della registrazione |
Tutte le 260 persone a bordo dell'aereo (251 passeggeri e 9 membri dell'equipaggio) morirono, assieme a 5 persone a terra.

## Le indagini

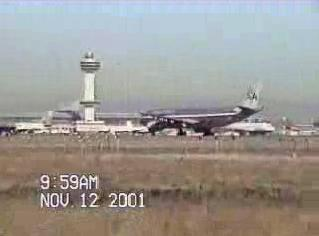
L'Aereo in partenza pochi minuti prima dell'incidente.

### Prime reazioni e indagini
Il controllo partenze del Kennedy venne informato dell'accaduto dal volo American Airlines 686 e diede l'allarme.
Essendo l'incidente avvenuto appena due mesi e un giorno dopo gli attacchi dell'11 settembre, si ipotizzò fin da subito che si trattasse di un nuovo attentato terroristico, quindi tutti i voli in partenza furono cancellati, tutti quelli in transito nei cieli americani vennero immediatamente dirottati e fatti atterrare d'urgenza altrove; diversi edifici importanti di New York, tra cui l'Empire State Building e il Quartier generale delle Nazioni Unite, vennero evacuati.
Nel maggio 2002, un cittadino kuwaitiano di nome Mohammed Jabarah accettò di collaborare con gli investigatori come parte di un patteggiamento. Tra i dettagli che Jabarah ha fornito alle autorità c'era l'affermazione che il luogotenente di Khalid Sheikh Mohammed gli aveva detto che Richard Reid e Abderraouf Jdey erano stati arruolati da al-Qaeda per eseguire identici attacchi con bombe alle scarpe come parte di una seconda ondata di attacchi contro gli Stati Uniti. Stati. Secondo il tenente, la bomba di Jdey aveva distrutto con successo il volo 587, mentre il tentativo di Reid era stato sventato. Secondo un memorandum del governo canadese, Jdey, un cittadino canadese naturalizzato, avrebbe dovuto utilizzare il suo passaporto canadese per salire a bordo del volo. L'elenco dei passeggeri dell'American Airlines per il volo 587, tuttavia, non citava alcun passeggero che utilizzasse passaporti canadesi. Secondo il portavoce dell'NTSB Ted Lopatkiewicz, la veridicità del promemoria è stata messa in dubbio, poiché non è stata trovata alcuna prova che un terrorista viaggiasse a bordo. Le prove suggerivano che l'aereo fosse stato distrutto dopo aver perso un pezzo della coda ("la pinna verticale, si era staccata"), mentre non indicavano "nessun tipo di evento avvenuto in cabina".

### Indagine dell'NTSB

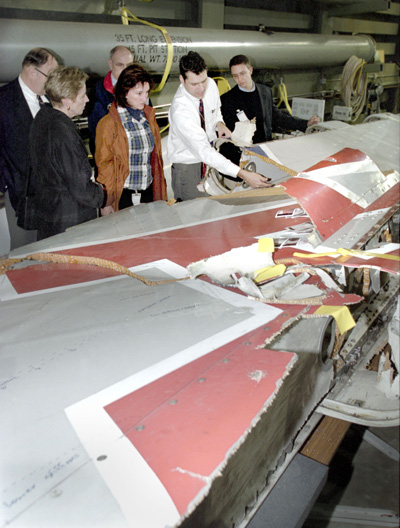
Il dipendente di NTSB Brian Murphy (secondo da destra) aggiorna il presidente di NTSB Marion Blakey (terzo da destra) sulle indagini sulla pinna caudale e sul timone del volo AA 587 (11 febbraio 2002).

Nel pomeriggio dell'incidente, l'NTSB ha avviato un'indagine alla ricerca di una probabile causa. Nei tre mesi successivi sono state condotte 349 interviste e raccolti e ricostruiti pezzi dell'aereo. L'Airbus A300 è decollato poco dopo un Boeing 747-400 della JAL utilizzando la stessa pista. Volò sulla scia del jet più grande, un'area di aria turbolenta. Il primo ufficiale ha tentato di stabilizzare l'aereo alternando input aggressivi del timone. La forza dell'aria che scorre contro il timone in movimento ha sollecitato lo stabilizzatore verticale dell'aereo e alla fine lo ha spezzato completamente, facendo perdere il controllo all'aereo e facendolo schiantare. L'NTSB concluse che l'enorme stress sullo stabilizzatore verticale era dovuto agli input del timone "inutili ed eccessivi" del primo ufficiale, e non alla turbolenza di scia causata dal 747. L'NTSB affermò inoltre che "se il primo ufficiale avesse smesso di dare ulteriori input, l'aereo si sarebbe stabilizzato". I fattori che hanno contribuito sono state le caratteristiche del design sensibile del sistema del timone dell'Airbus A300-600 e gli elementi del programma di addestramento alla manovra avanzata degli aerei dell'American Airlines.
Il modo in cui lo stabilizzatore verticale si è separato ha preoccupato gli investigatori. Lo stabilizzatore verticale è collegato alla fusoliera con sei punti di attacco. Ogni punto ha due serie di alette di fissaggio, una in materiale composito, un'altra in alluminio, tutte collegate da un bullone in titanio; l'analisi dei danni ha mostrato che i bulloni e le alette in alluminio erano intatti, ma non le alette in materiale composito. Questo, insieme a due eventi precedenti nella vita dell'aereo, vale a dire la delaminazione di parte dello stabilizzatore verticale prima della sua consegna dalla fabbrica Airbus di Tolosa e un incontro con forti turbolenze nel 1994, indussero gli investigatori a esaminare l'uso dei compositi. Era motivo di preoccupazione la possibilità che i materiali compositi non fossero così resistenti come si pensava in precedenza, poiché vengono utilizzati in altre aree dell'aereo, compresi il supporto del motore e le ali. I test effettuati sugli stabilizzatori verticali dell'aereo dell'incidente e di un altro aereo simile hanno rilevato che la resistenza del materiale composito non era stata compromessa e l'NTSB ha concluso che il materiale aveva ceduto perché era stato sollecitato oltre il limite di progettazione.
L'incidente è stato assistito da centinaia di persone, 349 delle quali hanno raccontato ciò che hanno visto all'NTSB. Circa la metà (52%) ha segnalato un incendio o un'esplosione prima che l'aereo toccasse terra. Altri hanno affermato di aver visto un'ala staccarsi dall'aereo, quando in realtà si trattava dello stabilizzatore verticale.
Dopo l'incidente, gli hangar vuoti del Floyd Bennett Field furono usati come obitorio improvvisato per l'identificazione delle vittime dell'incidente.

### Risultati

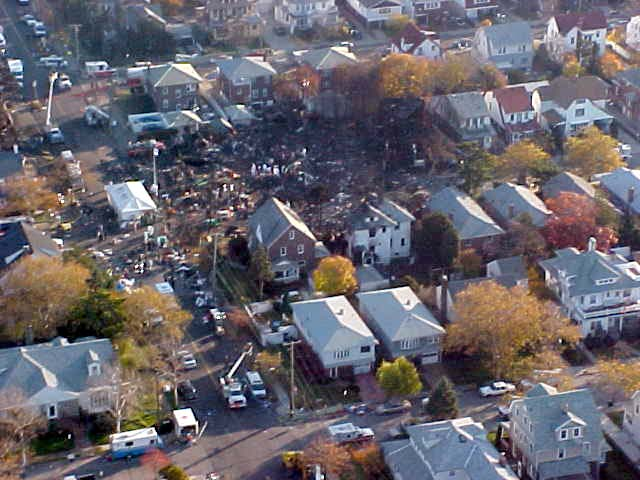
Foto che mostra il luogo dell'incidente

Secondo il rapporto ufficiale dell'incidente, il primo ufficiale ha spostato ripetutamente il timone da completamente a sinistra a completamente a destra. Ciò ha causato l'aumento degli angoli di deriva. Il conseguente pericoloso angolo di deriva ha portato a carichi aerodinamici estremamente elevati che hanno causato la rottura dello stabilizzatore verticale. Se il primo ufficiale avesse smesso di muovere il timone in qualsiasi momento prima che lo stabilizzatore verticale cedesse, l'aereo si sarebbe livellato e l'incidente sarebbe stato evitato. Lo studio sulle prestazioni dell'aereo ha indicato che quando lo stabilizzatore verticale si è staccato, i carichi aerodinamici causati dalle azioni del primo ufficiale hanno prodotto una forza di 203.000 libbre (900 kN) sul timone, il che significa che lo stabilizzatore verticale non ha ceduto fino a superare di molto la forza limite di 100.000 libbre (440 kN) definita in progettazione. È stato stabilito che le prestazioni strutturali dello stabilizzatore verticale erano coerenti con le specifiche di progettazione e superavano i requisiti di certificazione.
Esistevano anche fattori che hanno contribuito all'incidente. La predisposizione del primo ufficiale a reagire in modo eccessivo per risvegliare la turbolenza ha causato il panico. L'American Airlines ha erroneamente insegnato ai piloti a utilizzare il timone per il recupero della turbolenza di scia, con conseguente possibile fraintendimento da parte del primo ufficiale della risposta dell'aereo al timone pieno ad alte velocità. La leggera forza del pedale del timone e il piccolo spostamento del pedale del timone del sistema A300-600 hanno aumentato la suscettibilità dell'aereo all'uso improprio del timone.
La maggior parte degli aerei richiede una maggiore pressione sui pedali del timone per ottenere la stessa quantità di controllo del timone a una velocità più elevata. I modelli Airbus A300 e successivi Airbus A310 non funzionano con un sistema di controllo di volo fly-by-wire, ma utilizzano invece controlli di volo meccanici convenzionali. L'NTSB ha affermato che il sistema di controllo del timone dell'A300-600 era vulnerabile a input eccessivi e inutili. L'Allied Pilots Association, nella sua presentazione all'NTSB, ha sostenuto che l'insolita sensibilità del meccanismo del timone equivaleva a un difetto di progettazione che Airbus avrebbe dovuto comunicare alla compagnia aerea. La motivazione principale della loro posizione deriva da un rapporto del 1997 che faceva riferimento a dieci incidenti in cui le pinne caudali dell'A300 erano state sollecitate oltre i limiti di progettazione.
Airbus ha affermato che l'incidente è stato in gran parte colpa dell'American Airlines, sostenendo che la compagnia aerea non ha addestrato adeguatamente i suoi piloti sulle caratteristiche del timone. Le pinne caudali degli aerei sono progettate per resistere alla deflessione completa del timone in una direzione quando sono al di sotto della velocità di manovra, ma ciò non garantisce che possano resistere a uno spostamento brusco del timone da una direzione all'altra, per non parlare di spostamenti bruschi multipli, come quelli generati dal primo ufficiale su questo volo. L'NTSB ha indicato che l'Advanced Aircraft Maneuvering Program (AAMP) dell'American Airlines tendeva ad esagerare gli effetti della turbolenza di scia sugli aerei di grandi dimensioni, creando uno scenario di simulazione in cui la turbolenza di un 747 crea un rollio di 90° (invece del probabile rollio di 5-10°), senza però spiegarlo ai piloti) per massimizzare la sfida addestrativa. Pertanto, i piloti venivano inavvertitamente addestrati a reagire in modo più aggressivo del necessario.

### Dichiarazione di causa probabile
Dal rapporto NTSB dell'incidente:
Il National Transportation Safety Board stabilisce che la probabile causa di questo incidente è stata la separazione in volo dello stabilizzatore verticale a causa dei carichi oltre il progetto definitivo creati dagli input inutili ed eccessivi del pedale del timone da parte del primo ufficiale. A questi input del pedale del timone hanno contribuito le caratteristiche del design del sistema del timone dell'Airbus A300-600 e gli elementi dell'American Airlines Advanced Aircraft Maneuvering Program (AAMP).
Dopo il rapporto dell'NTSB, American Airlines ha modificato il suo programma di addestramento dei piloti.

## Le vittime
Nello schianto morirono tutte le 260 persone a bordo dell'aereo. Sono stati uccisi anche cinque passanti a terra. Una delle vittime a bordo, Hilda Yolanda Mayol, si era salvata agli attacchi dell'11 settembre essendo fuggita dalla Torre Nord del World Trade Center.
I funzionari dell'aeroporto internazionale di Las Américas hanno creato un'area privata per coloro che erano venuti all'aeroporto per incontrare i passeggeri, alcuni dei quali non erano a conoscenza dello schianto dell'aereo di linea. Le autorità dell'aeroporto internazionale John F. Kennedy hanno utilizzato il JFK Ramada Plaza per ospitare parenti e amici delle vittime dell'incidente. Il centro di crisi familiare si è successivamente trasferito al Javits Center di Manhattan.

### Memoriale

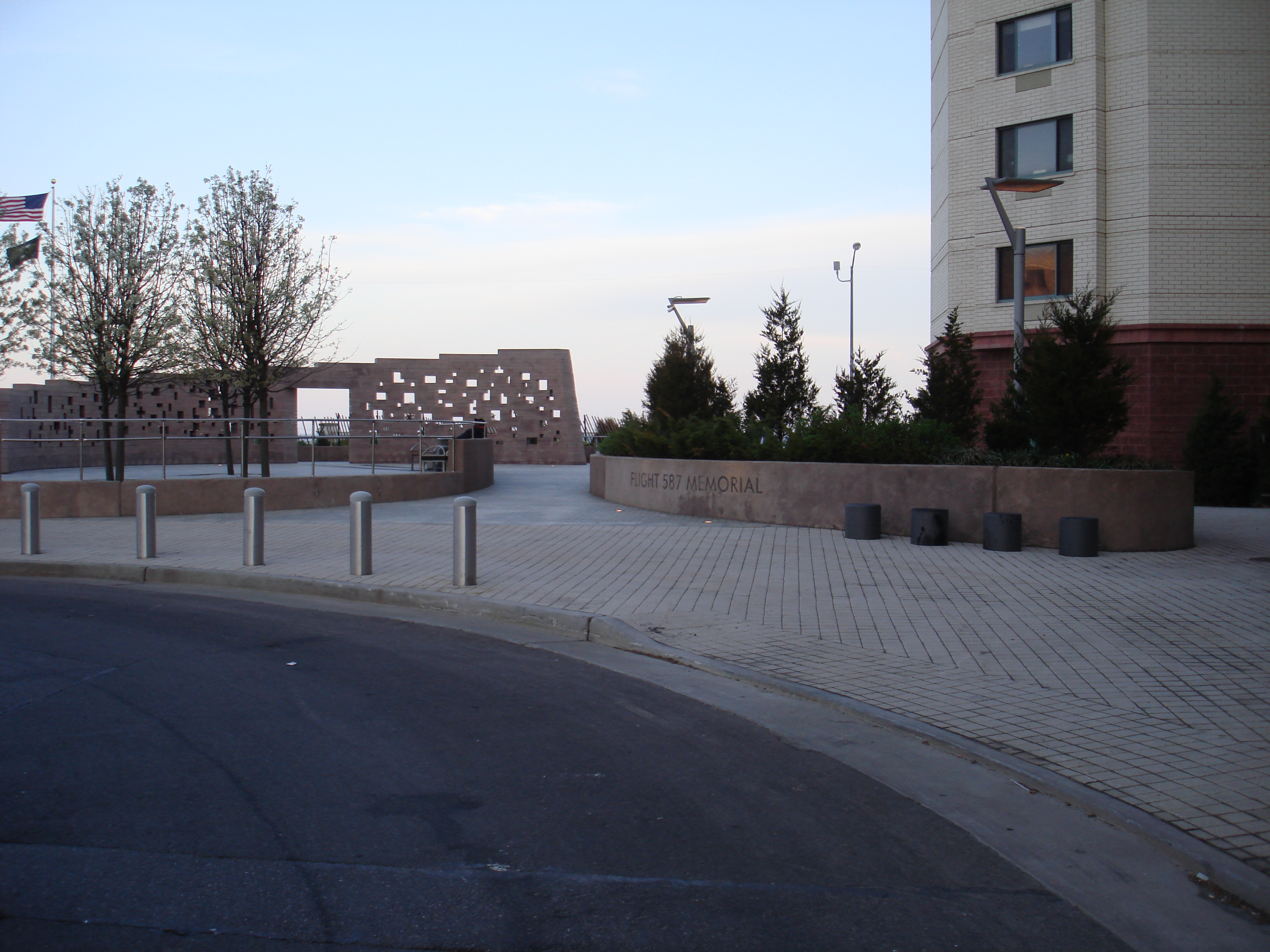
Il memoriale del volo 587 dell'American Airlines a Rockaway Park

Un memoriale è stato costruito a Rockaway Park, la comunità adiacente a Belle Harbour a est, in memoria delle 265 vittime dell'incidente. Si trova accanto alla Rockaway Beach e al Boardwalk all'estremità sud della Beach 116th Street, una delle principali strade commerciali della zona. È stato dedicato il 12 novembre 2006, il quinto anniversario dell'incidente, in una cerimonia alla presenza dell'allora Sindaco di New York City Michael Bloomberg. Ogni anno, il 12 novembre, presso il memoriale si tiene una cerimonia commemorativa del disastro, che prevede la lettura dei nomi delle persone uccise a bordo dell'aereo e a terra, con un momento di silenzio formale osservato alle 9:16, ora prevista dell'incidente. Il muro commemorativo, progettato dall'artista dominicano Freddy Rodríguez e Situ Studio, ha finestre e una porta che guardano verso il vicino Oceano Atlantico e sono inclinate verso la Repubblica Dominicana. È inciso con i nomi delle vittime. In cima al memoriale c'è una citazione, sia in spagnolo che in inglese, del poeta dominicano Pedro Mir: "Después no quiero más que paz" (che si traduce in "Dopo non voglio altro che pace").
In una cerimonia tenutasi il 6 maggio 2007, al cimitero di Woodlawn nel Bronx, 889 frammenti non identificati di resti umani delle vittime dell'incidente furono sepolti in un gruppo di quattro cripte del mausoleo.

## Il Volo American Airlines 587 nei media
L'incidente del volo 587 della American Airlines è stato analizzato nell'episodio Errore umano della prima stagione del documentario SOS: disastri aerei, trasmesso da Discovery Channel Italia il 5 novembre 2015 e nel quinto episodio della tredicesima stagione di Indagini ad Alta Quota denominato Errore fatale trasmesso da National Geographic il 18 febbraio 2014